# Aulus Cremutius Cordus
Aulus Cremutius Cordus († 25) war ein römischer Geschichtsschreiber.
Von seinem Werk, das den römischen Bürgerkrieg und die Herrschaft des Augustus behandelte, sind nur wenige Fragmente überliefert. Im Jahr 25 zwang ihn Sejan, der Prätorianerpräfekt des Tiberius, zum Suizid.
Cordus war beschuldigt worden, Brutus gelobt und Cassius als den letzten Römer bezeichnet zu haben, was als Majestätsbeleidigung aufgefasst wurde. Seneca schreibt dagegen, dass es eher die Kritik an Sejan war, die Cremutius Cordus das Leben kostete. Aus derselben Quelle (Senecas Trostschrift an Marcia, die Tochter von Cremutius Cordus) geht hervor, dass er sich zu Tode gehungert haben soll.
Das Werk, das der senatorischen Geschichtsschreibung zuzuordnen ist, wurde auf Senatsbeschluss hin verbrannt. Marcia half jedoch, einige Exemplare des Werks ihres Vaters während der Jahre der Ächtung zu bewahren, so dass es unter Caligula erneut erscheinen konnte. Außer Seneca berichteten auch die Schriften des Tacitus, Suetons und des Cassius Dio von Cremutius Cordus.
Die Fragmente sind in The Fragments of the Roman Historians (Nr. 71) gesammelt.